# Lijst van presidenten van Mongolië
Dit is een lijst van presidenten van Mongolië.

## Presidenten van Mongolië (1990-heden)
| Nr. | President | President                                           | Ambtstermijn                    | Partij | Partij |
| --- | --------- | --------------------------------------------------- | ------------------------------- | ------ | ------ |
| 1   |           | Punsalmaagiin Ochirbat (1942) Пунсалмаагийн Очирбат | 3 september 1990 - 20 juni 1997 | МАН    |        |
| 1   | MCДH      | Punsalmaagiin Ochirbat (1942) Пунсалмаагийн Очирбат | 3 september 1990 - 20 juni 1997 |        |        |
| 2   |           | Natsagiin Bagabandi (1950) Нацагийн Багабанди       | 20 juni 1997 - 24 juni 2005     | МАН    |        |
| 3   |           | Nambaryn Enkhbayar (1958) Намбарын Энхбаяр          | 24 juni 2005 - 18 juni 2009     | МАН    |        |
| 4   |           | Tsakhiagiin Elbegdorj (1963) Цахиагийн Элбэгдорж    | 18 juni 2009 - 10 juli 2017     | AH     |        |
| 5   |           | Haltmaagiin Battulga (1963) Халтмаагийн Баттулга    | 10 juli 2017 - 25 juni 2021     | AH     |        |
| 6   |           | Ukhnaagiin Khürelsükh (1968) Ухнаагийн Хүрэлсүх     | 25 juni 2021 - huidig           | МАН    |        |